# Chris Maxwell
Chris Maxwell (St Asaph, Gales, 30 de julio de 1990) es un exfutbolista británico que jugaba de guardameta. A nivel internacional, fue seleccionado por Gales desde la sub-17 a la sub-23.

## Trayectoria
Comenzó su carrera en el Wrexham A. F. C. de la National League Conference Premier, quinto nivel de Inglaterra, donde jugó durante cuatro temporadas. No fue hasta la temporada 2012-13 cuando fichó por el Fleetwood Town F. C. y debutó en la Football League. Durante su carrera, ha jugado por clubes ingleses y un paso a préstamo en el Hibernian F. C. en la Scottish Premiership 2019-20.
El 24 de enero de 2020 fichó por el Blackpool F. C. Una vez expiró su contrato, en julio de 2023, se unió al Huddersfield Town A. F. C., donde puso fin a su carrera al término de la temporada 2024-25.

## Selección nacional
Fue internacional en categorías inferiores por Gales.

## Estadísticas
Actualizado al último partido disputado al 28 de septiembre de 2021.
| Wrexham Inglaterra | 5.ª           | 2008-09       | 4   | 0 | 0  | 0 | —  | — | 0  | 0 | 4   | 0 |
| Wrexham Inglaterra | 5.ª           | 2009-10       | 26  | 0 | 3  | 0 | —  | — | 0  | 0 | 29  | 0 |
| Wrexham Inglaterra | 5.ª           | 2010-11       | 36  | 0 | 1  | 0 | —  | — | 4  | 0 | 41  | 0 |
| Wrexham Inglaterra | 5.ª           | 2011-12       | 10  | 0 | 0  | 0 | —  | — | 1  | 0 | 11  | 0 |
| Wrexham Inglaterra | Total club    | Total club    | 76  | 0 | 4  | 0 | 0  | 0 | 5  | 0 | 85  | 0 |
| Connah's Quay Nomads Inglaterra | 1.ª           | 2008-09       | 16  | 0 | 0  | 0 | 4  | 0 | —  | — | 20  | 0 |
| Connah's Quay Nomads Inglaterra | Total club    | Total club    | 16  | 0 | 0  | 0 | 4  | 0 | 0  | 0 | 20  | 0 |
| Fleetwood Town Inglaterra | 4.ª           | 2012-13       | 10  | 0 | 0  | 0 | 0  | 0 | 0  | 0 | 0   | 0 |
| Fleetwood Town Inglaterra | 4.ª           | 2013-14       | 18  | 0 | 0  | 0 | 0  | 0 | 4  | 0 | 22  | 0 |
| Fleetwood Town Inglaterra | 3.ª           | 2014-15       | 46  | 0 | 1  | 0 | 1  | 0 | 1  | 0 | 49  | 0 |
| Fleetwood Town Inglaterra | 3.ª           | 2015-16       | 46  | 0 | 1  | 0 | 1  | 0 | 4  | 0 | 52  | 0 |
| Fleetwood Town Inglaterra | Total club    | Total club    | 110 | 0 | 2  | 0 | 2  | 0 | 9  | 0 | 123 | 0 |
| Wrexham Inglaterra | 5.ª           | 2012-13       | 17  | 0 | 0  | 0 | —  | — | 6  | 0 | 23  | 0 |
| Wrexham Inglaterra | Total club    | Total club    | 17  | 0 | 0  | 0 | 0  | 0 | 6  | 0 | 23  | 0 |
| Cambridge United Inglaterra | 5.ª           | 2013-14       | 24  | 0 | 4  | 0 | —  | — | 0  | 0 | 28  | 0 |
| Cambridge United Inglaterra | Total club    | Total club    | 24  | 0 | 4  | 0 | 0  | 0 | 0  | 0 | 28  | 0 |
| Preston North End Inglaterra | 2.ª           | 2016-17       | 38  | 0 | 1  | 0 | 2  | 0 | —  | — | 41  | 0 |
| Preston North End Inglaterra | 2.ª           | 2017-18       | 30  | 0 | 0  | 0 | 1  | 0 | —  | — | 31  | 0 |
| Preston North End Inglaterra | 2.ª           | 2018-19       | 8   | 0 | 0  | 0 | 3  | 0 | —  | — | 11  | 0 |
| Preston North End Inglaterra | 2.ª           | 2019-20       | 0   | 0 | 0  | 0 | 0  | 0 | —  | — | 0   | 0 |
| Preston North End Inglaterra | Total club    | Total club    | 76  | 0 | 1  | 0 | 6  | 0 | 0  | 0 | 83  | 0 |
| Charlton Athletic Inglaterra | 3.ª           | 2018-19       | 0   | 0 | 0  | 0 | —  | — | 0  | 0 | 0   | 0 |
| Charlton Athletic Inglaterra | Total club    | Total club    | 0   | 0 | 0  | 0 | 0  | 0 | 0  | 0 | 0   | 0 |
| Hibernian Inglaterra | 1.ª           | 2019-20       | 12  | 0 | 0  | 0 | 5  | 0 | —  | — | 17  | 0 |
| Hibernian Inglaterra | Total club    | Total club    | 12  | 0 | 0  | 0 | 5  | 0 | 0  | 0 | 17  | 0 |
| Blackpool Inglaterra | 3.ª           | 2019-20       | 9   | 0 | 0  | 0 | 0  | 0 | 0  | 0 | 9   | 0 |
| Blackpool Inglaterra | 3.ª           | 2020-21       | 43  | 0 | 4  | 0 | 1  | 0 | 5  | 0 | 53  | 0 |
| Blackpool Inglaterra | 2.ª           | 2021-22       | 21  | 0 | 0  | 0 | 0  | 0 | —  | — | 9   | 0 |
| Blackpool Inglaterra | 2.ª           | 2022-23       | 0   | 0 | 0  | 0 | 0  | 0 | —  | — | 0   | 0 |
| Blackpool Inglaterra | Total club    | Total club    | 76  | 0 | 4  | 0 | 1  | 0 | 5  | 0 | 71  | 0 |
| Total carrera | Total carrera | Total carrera | 400 | 0 | 15 | 0 | 18 | 0 | 25 | 0 | 450 | 0 |
| (1) Incluye datos de la FA Cup (2) Incluye datos de la Copa de la Liga de Inglaterra (3) Incluye datos del FA Trophy y los playoffs de la National League, League Two y League One. |               |               |     |   |    |   |    |   |    |   |     |   |

## Palmarés

### Títulos nacionales
| Título    | Club             | País       | Año     |
| --------- | ---------------- | ---------- | ------- |
| FA Trophy | Wrexham A. F. C. | Inglaterra | 2012-13 |